# La Grace
La Grace je replika brigy z 18. století. Toto jméno (které volně přeloženo znamená „Půvabná“) na svých obchodních i objevných cestách kolem Evropy, Ameriky, po ostrovech Karibského moře i přes Atlantský oceán původně nesla loď Augustina Heřmana. La Grace byla vůbec nejznámější korzárská loď za raných dnů Ameriky.[zdroj?] Každý rok vyplouvala do Karibiku a zde s guvernérovým povolením přepadala nepřátelské koráby. Pověstné je její vítězství nad dvěma španělskými barky naloženými cukrem, tabákem a vínem u pobřeží Guatemaly.[zdroj?] Dnešní replika slouží výhradně pro výuku starého námořnického řemesla, tedy jako školní loď.
Koncem října 2012 postihla La Grace vážná nehoda u španělského města Marbella, když se jí v noci při silném větru a vlnobití uvolnila kotva a loď byla zanesena na mělčinu.
Po téměř rok trvajícím úsilí byla opravená La Grace opět spuštěna na vodu v srpnu 2013.

## Stavba

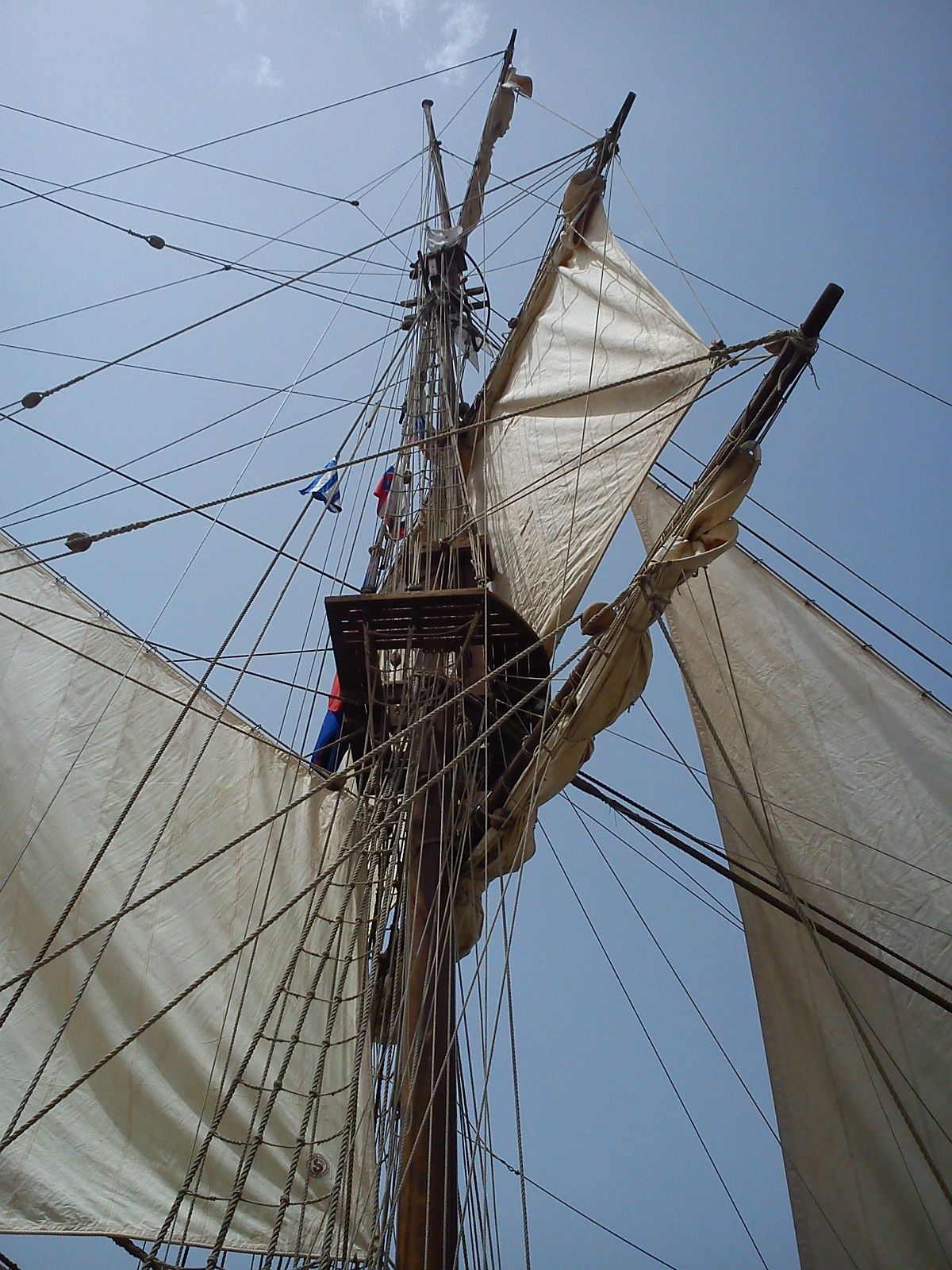
Přední stěžeň a jeho lanoví. Přední košová plachta („košovka“) je zarefovaná

Stavba lodi byla zahájena na konci roku 2008 v profesionální loděnici v egyptském Suezu pod dohledem kapitána Josefa Dvorského a lodního konstruktéra Daniela Roseckého. Hlavním důvodem pro výběr místa stavby byla skutečnost, že místní řemeslníci stále staví lodě tradičními metodami, tedy zejména za použití ručních nástrojů. Podobně jako v 18. století musela být prvním krokem výroba modelu, podle kterého by mohla být loď postavena. V Egyptě je také díky Suezskému průplavu snadno dostupné kvalitní dřevo ze Skandinávie, jež bylo ve zlatém věku plachet (17.-19. století) nejoblíbenějším a nejobvyklejším stavebním materiálem na výrobu lodí. Kýl a žebra jsou však z extrémně tvrdých a odolných dřev kafrovníku a moruše. Obšívka a původní paluby pak z finské borovice. Pro stavbu lodi v dnešní době nestačí relativně jednoduché Chapmanovy plány. V počítači byl podle nich vytvořen 3D model lodi a na jeho základě pak jednotlivé detailní plány. Kromě toho museli čeští odborníci provést celou řadu výpočtů řešících např. stabilitu lodi.
Stěžně, ráhna, koše, kladky ale i kormidelní kolo a děla byla vyrobena ve Valašském Meziříčí v truhlářské dílně pana Viléma Pavlici. Zde se od června 2009 sjížděly desítky dobrovolníků z celé ČR. V prosinci 2009, kdy byla tato část práce ukončena, pak vše odplulo v přepravním kontejneru do Egypta. Rok 2010 se pak nesl v duchu více či méně moderních technologií. Loď dostala motor, generátor, rozvody vody, elektřiny. Většinu práce opět odvedli čeští odborníci a dobrovolníci. La Grace byla slavnostně spuštěna na vodu 5. prosince 2010 po necelých 2 letech stavby. Poslední zhruba tři týdny stavby strávila La Grace na kotvách u vstupu do Suezského kanálu. Zde bylo provedeno její vystrojení. V první řadě byly pod dohledem loďmistra Viktora Neumana do plavbyschopného stavu uvedeny plachty a lanoví.

## PopisLa Grace

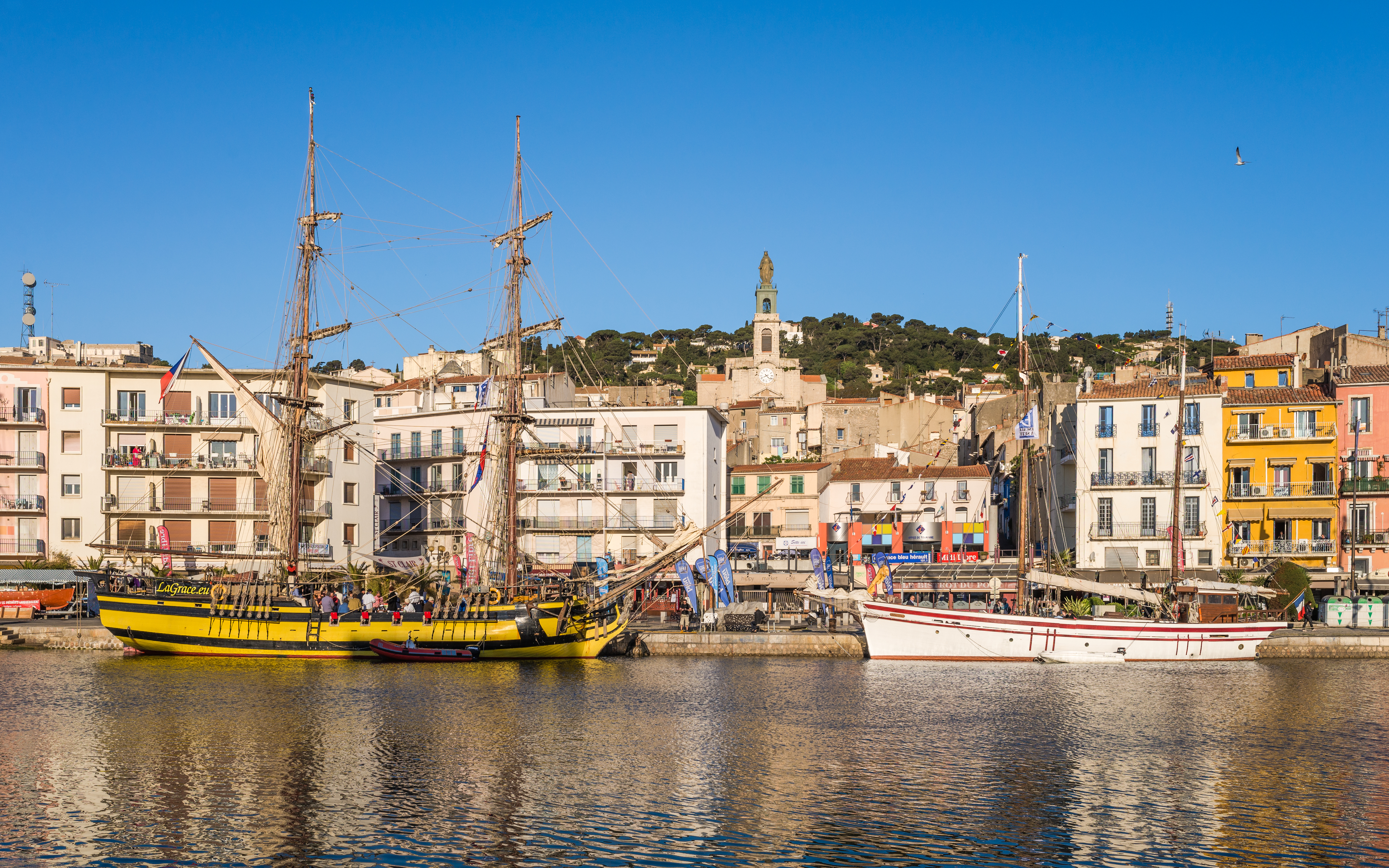
La Grace spolu s Chemins du Vent ve francouzském Sète v dubnu 2014

Plachetnice La Grace je z vnějšku věrnou replikou brigy ze druhé poloviny 18. století. Její konstrukce navazuje na plány, které v roce 1768 v knize Architectura navalis mercatoria vydal švédský admirál Fredrik Henrik af Chapman. Z dnešního pohledu jde o jednoho z největších lodních konstruktérů všech dob. Jako první začal kreslit podrobné plány lodí a položil tak základy moderní stavbě námořních plavidel. Zavedl stavbu lodí z předem připravených dílů a díky tomu desetinásobně zkrátil dobu jejich stavby. Podle jeho plánů bylo postaveno mnoho válečných i obchodní lodí. Vychází z nich také všechny konstrukce replik historických plachetnic z 15. – 18. století.
Ačkoliv je La Grace koncipována tak, aby ani admirál Nelson na první pohled nepostřehl nějakou historickou nesrovnalost, uvnitř je vybavena moderní elektronikou, bezpečnostními systémy a zařízeními, které jí umožní bezpečnou plavbu a posádce příjemně strávené okamžiky odpočinku nebo výuky.

## Darování jménaLa Grace

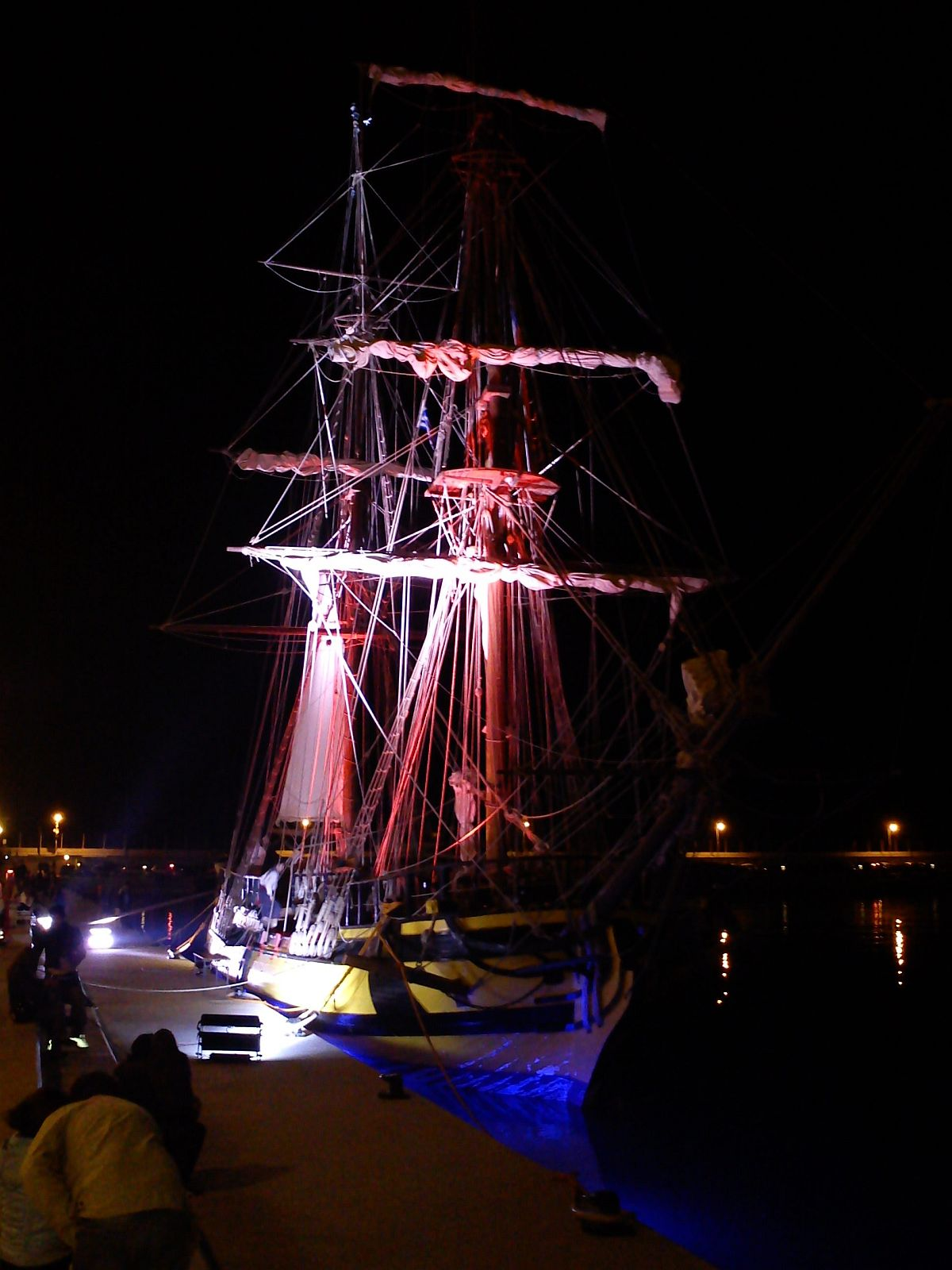
La Grace v Maríně Flisvos slavnostně nasvícená noc před svým křtem

Současná loď La Grace („Půvabná“) je věrnou replikou korzárské lodi z 18. století, své jméno však dostala právě podle slavné Heřmanovy plachetnice, aby Čechům připomínala, že i oni mají svou námořní historii. Křest se konal 1. května 2011 v řeckých Aténách během čtyřdenních slavností, láhev šampaňského o trup rozbila Miss České republiky Lucie Křížková. Kromě kmotry má loď i kmotřičku – tou se stala v té době 18 měsíců stará Eliška Tannerová z Moravy. Na závěr slavností byl při západu slunce z Mysu Sounion vhozen do moře dar bohu Poseidonovi, jemuž je zasvěcen zdejší chrám, s prosbou o jeho přízeň.

## Další technické údaje
- plocha plachet: 364 m²
- výška hlavního stěžně nad hladinou: 27 m
- nádrže na naftu: 4,6 t
- nádrže na vodu: 6 t

## Ubytování

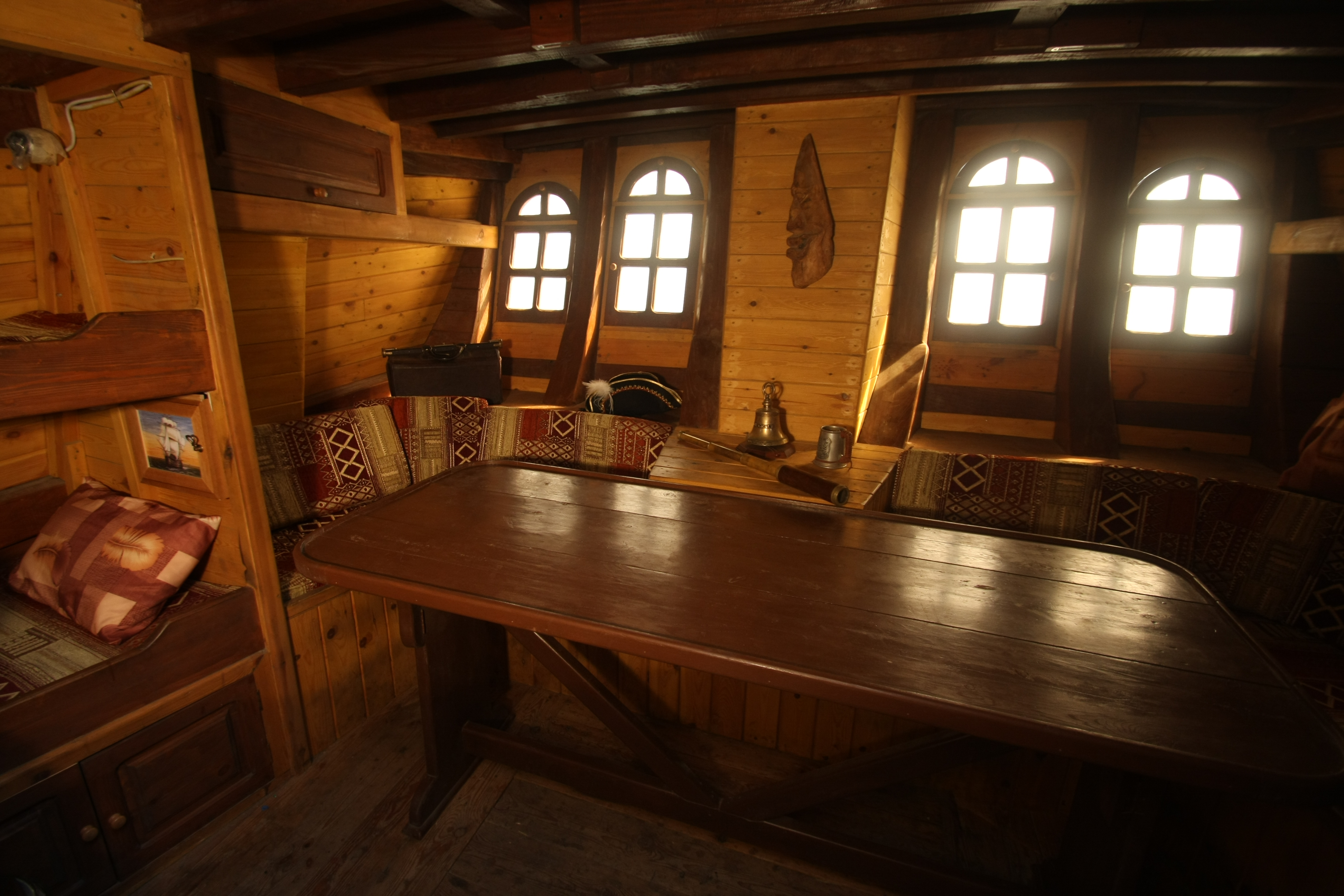
Kapitánská kajuta
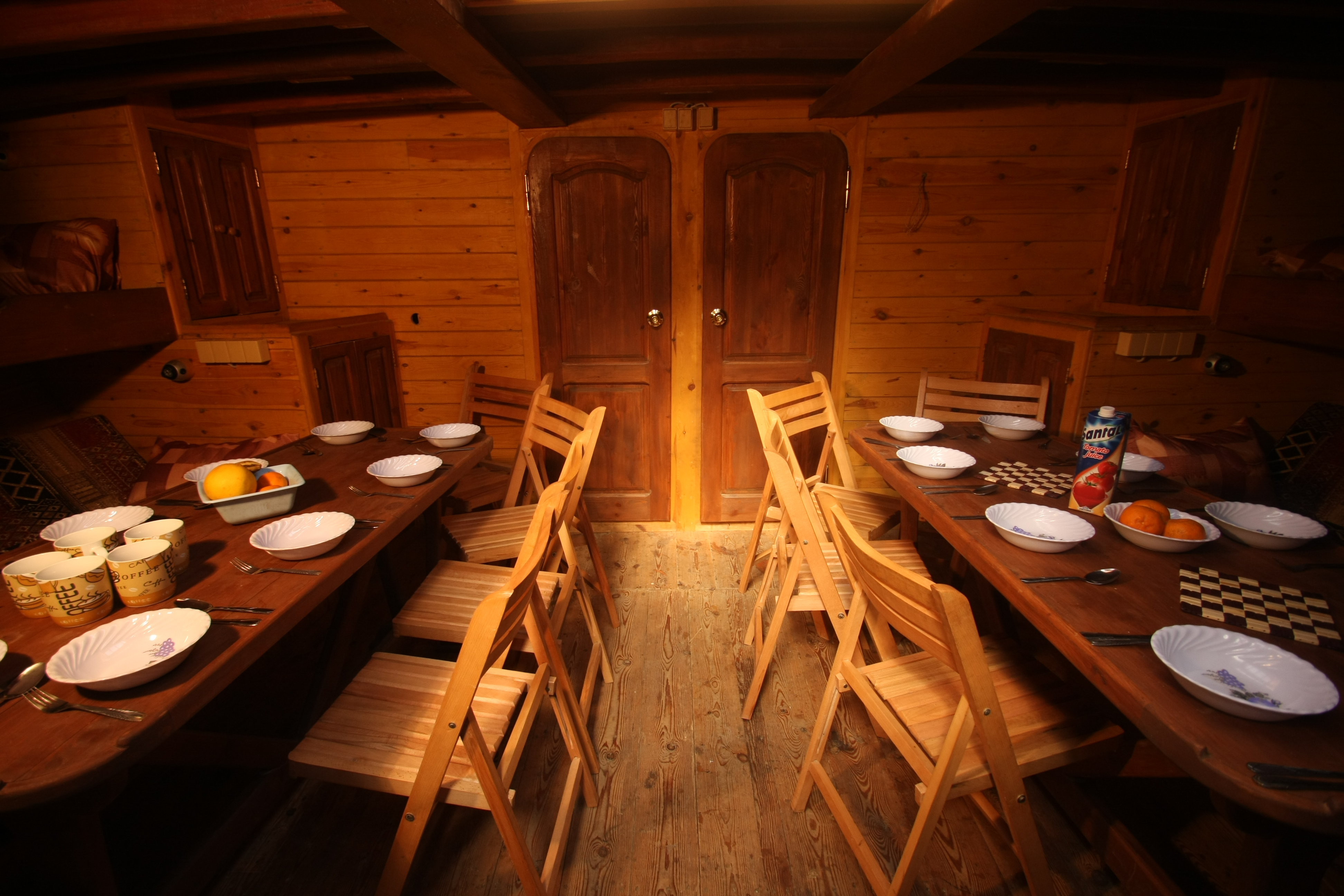
Jídelna

- 6 dvoulůžkových kajut v zadní a střední části lodi. V každé kajutě je roztahovací dvojlůžko a nad ním ještě třetí lůžko. V případě obsazení kajuty dvěma cestujícími tedy připadají v úvahu dvě varianty obsazení (dvoulůžko nebo dvě lůžka nad sebou). Svou velikostí jsou kajuty vhodné pro dva dospělé nebo rodinu s jedním dítětem do 15 let. Kajuty v zadní nástavbě mají vždy dvě společnou koupelnu s toaletou. Dvě kajuty ve střední části mají jednu koupelnu společnou.
- 8 lůžek v příďové kajutě a 4 lůžka v jídelně. Pro kadety jsou k dispozici dvě koupelny v přídi.
- První dvě kajuty ve střední části je možné rozebrat. Vzniknou tak další 4 lůžka pro kadety, ale hlavně se zdvojnásobí velikost jídelny, kterou je možné využít pro nejrůznější oslavy nebo přednášky.

## První plavba napříč světem
Loď se hned během svého 1. roku života vydala na plavbu mezi třemi kontinenty – Afrikou, Evropou a Amerikou, při níž proplula celým Středomořím. Její trasa vedla z Egypta, přes Řecko, Itálii, Liparské ostrovy, Korsiku, Sardinii, Elbu, Baleárské ostrovy, Španělsko, Gibraltar a Kanárské ostrovy. V prosinci 2011 úspěšně zakončila svou první přeplavbu Atlantského oceánu a doplula do Karibského moře, kde strávila zimní měsíce 2011/12 plavbami s turisty a dobrodruhy. Jaro 2012 bylo ve znamení plaveb v okolí Dominikánské republiky, kde také byly v průběhu dubna uskutečněny opravy a poslední přípravy na přeplavbu Atlantiku zpět do Evropy. Na tuto cestu La Grace vyrazila 30. dubna 2012.

## Nehoda v říjnu 2012
V noci z 25. na 26. října 2012 poblíž Puerto de la Bajadilla v Marbelle, Španělsko se La Grace během plavby s kapitánem Jiřím Pacákem uvolnila z kotvy a po neúspěšném pokusu o nastartování motoru narazila svou zádí na mělčinu. Náraz zničil kormidlo a neovladatelná loď byla větrem a vlnami zatlačena až na hloubku asi 1,5 metru, kde zůstala ležet nakloněna na levobok pod úhlem dvacet čtyři stupňů. Všech osm členů posádky se vlastními silami dostalo na břeh. Důvodem ztroskotání byla změna směru větru a špatné počasí.
Proběhla záchranná operace, jejímž cílem bylo dostat La Grace zpět na vodu a dovléci ji do přístavu Algeciras či Estepona k opravám. Tato fáze byla 11. listopadu 2012 úspěšně zakončena, loď však byla nakonec dovlečena do suchého doku v Sotogrande, kde byly po jednáních s pojišťovnou zahájeny její opravy. Ty si vyžádaly výměnu kýlu a části obšívky, kompletní výměnu v podstatě všech lodních systémů počínaje rozvody elektřiny a rozvody vody konče, obroušení a opětovné nalakování těch dřevěných částí, které nebyly vyměněny, generální opravu motoru, lodní šroub i kormidlo. V rámci oprav bylo do lodi doplněno cca 12 tun olova jako zátěž. Loď byla znovu spuštěna na vodu dne 6. srpna 2013 ve 13:08.

## Tall Ship Race 2013
Krátce po svém opětovném spuštění v srpnu 2013 se La Grace zúčastnila středomořské regaty Tall Ship Race 2013. Její trasa vedla z Barcelony přes Toulon (21. až 27. září) do italské La Spezie poblíž Janova (30. září až 7. října). V první etapě závodu sužované bezvětřím skončila La Grace na třetím místě v kategorii A (zahrnující všechny lodě s příčným oplachtěním a všechny lodě delší 40 metrů bez ohledu na typ oplachtění) a na pátém místě celkově. Do výsledků druhé etapy citelně zasáhlo nejprve bezvětří, posléze bouře a nakonec ředitelství závodu, které se z důvodů bezpečnosti rozhodlo soutěž předčasně ukončit. I tak po dni stráveném v nejistotě nakonec mohla posádka La Grace začít slavit vítězství jak v kategorii A, tak v celkovém pořadí všech lodí v regatě.

## Muzeum
Na jaře 2016 byla v objektu Kavalír 2 pevnosti Terezín zpřístupněna expozice „Muzeum La Grace“, která se lodi La Grace věnuje.